# Serrat de les Marrades (Montsec)
El Serrat de les Marrades és un serrat a cavall dels municipis de Castell de Mur, a l'antic terme de Guàrdia de Tremp, dins de l'àmbit del poble de Cellers, i Sant Esteve de la Sarga, en terres de Moror, del Pallars Jussà.
És un dels contraforts del vessant nord del Montsec d'Ares, a llevant del Serrat Alt. És a ponent de les Cases de l'Estació de Cellers i al sud-est de Moror. Al costat de migdia hi ha el Cinglo del Paborde, i al septentrional, l'Obaga del Tic-tac.